# Чистый Чандак (село)
Чистый Чандак (каз. Таза Шаңдақ) — село в Фёдоровском районе Костанайской области Казахстана. Административный центр Камышинского сельского округа. Находится примерно в 33 км к северо-востоку от районного центра, села Фёдоровка. Код КАТО — 396845100.
На западе находится озеро Чистый Чандак.

## Население
В 1999 году население села составляло 838 человек (397 мужчин и 441 женщина). По данным переписи 2009 года, в селе проживало 509 человек (247 мужчин и 262 женщины). По данным переписи 2021 года, в селе проживало 478 человек (245 мужчин и 233 женщины).